# Relat
El relat —o la relació— és una narració, amb la ficció o fets reals com tema. És elaborat en prosa, i la seva extensió es descriu de vegades com inferior a una novel·la.
El terme relat és en general poc precís, i la major part dels analistes i escriptors no fan cap diferència entre el conte i el relat. Alguns autors utilitzen el terme relat per a descriure aquells textos breus on no hi ha una línia argumental precisa o no porta necessàriament a un punt de tensió argumental com en el conte. Altres autors ho refereixen quan parlen de textos breus (és a dir menors a una novel·la) però que inclouen capítols. També l'utilitzen alguns com un gènere intermediari entre el conte i la novel·la. En aquest sentit podria bescanviar-se amb el terme de novel·la curta encara que es pot preferir utilitzar aquest darrer per a textos d'una llargada intermediària però amb diverses línies argumentals, personatges, etc.
Encara que el nombre de pàgines no és la sola cosa que s'ha de tenir en compte a l'hora de determinar-ne l'adscripció al gènere literari. L'essència del relat consisteix a explicar una història sense reflectir-ne tota la seva extensió, compactant-la i posant l'èmfasi en determinats moments, que solen ser decisius per al desenvolupament d'aquesta, deixant a la imaginació del lector la tasca de compondre els detalls que podrien ser considerats superflus i que, al costat dels fets narrats en el relat, compondrien un quadre gran, com en molts dels relats de Raymond Carver. Els fets narrats en el relat poden ser de ficció (conte, epopeia, etc.) o de no ficció (notícies, assaig).
Grans autors com Joan Perucho, Pere Calders, Jorge Luis Borges, Julio Cortázar, Jack London, Franz Kafka, Howard Phillips Lovecraft, Truman Capote i Raymond Carver, han demostrat amb la qualitat indiscutible dels seus relats, les grans possibilitats d'aquest gènere.